# Börsenhochhaus (Idar-Oberstein)
Das Börsenhochhaus (im Volksmund meist nur Börse) ist mit 75 m Höhe das höchste Gebäude in der rheinland-pfälzischen Stadt Idar-Oberstein. Das Hochhaus befindet sich im Stadtteil Idar an der B422 und diente von 1974 bis 2011 als Sitz der deutschen Diamant- und Edelsteinbörse.

## Nutzung des Gebäudes

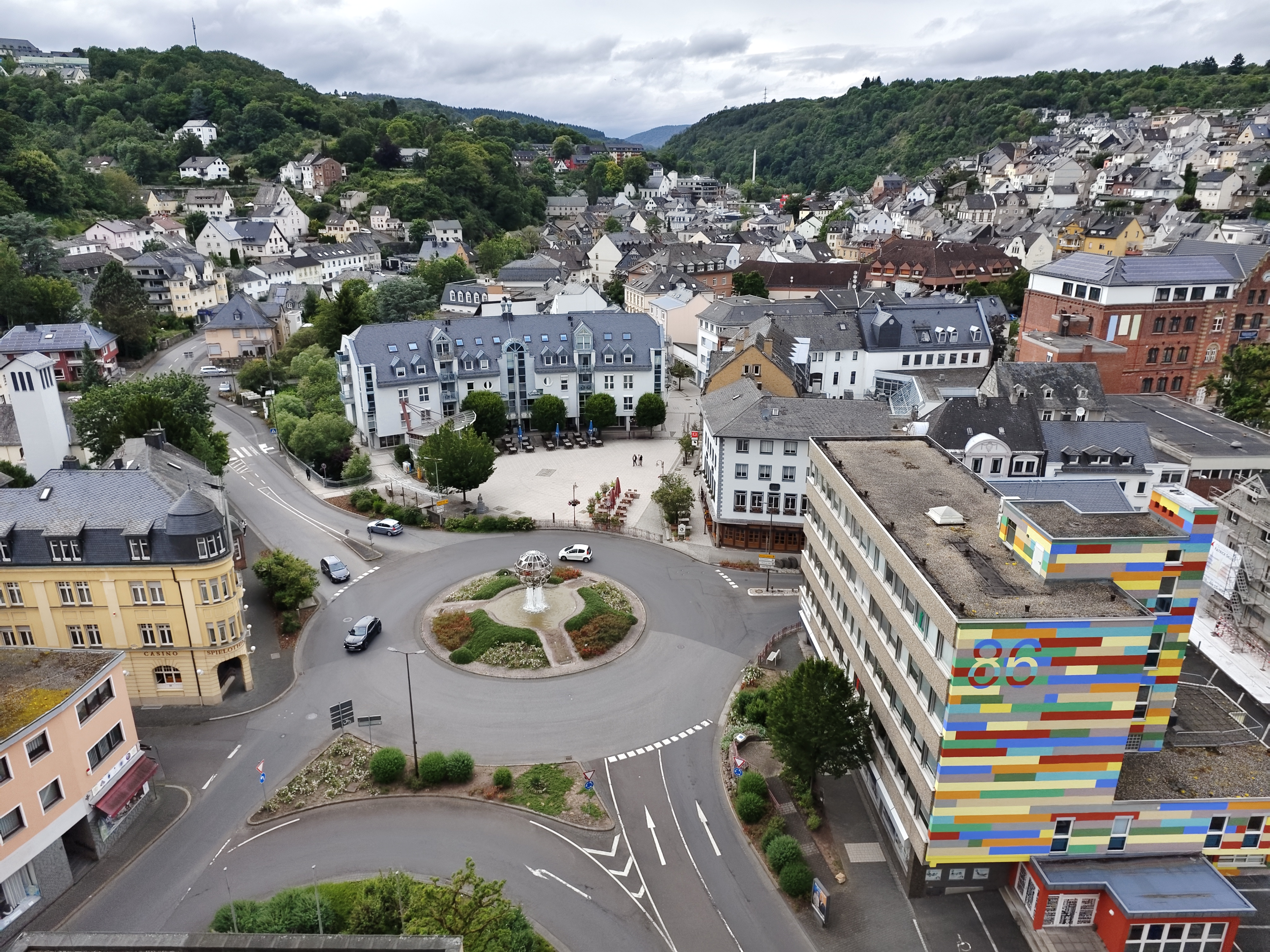
Blick vom Börsenhochhaus auf den Schleiferplatz und die B422.

Das Börsenhochhaus beinhaltet Einzel- und Großraumbüros, die von verschiedenen Unternehmen genutzt werden. Außerdem sind ein Hotel, Konferenzräume, darunter der sogenannte Börsensaal, eine Anwaltskanzlei und eine Musikschule in den Räumen des Hochhauses untergebracht. Im Erdgeschoss befindet sich ein Bistro. In der 20. Etage gab es einst ein Restaurant. Bis 1996 befand sich das Deutsche Edelsteinmuseum im Börsenhochhaus, das seitdem in der knapp 150 m entfernten Villa „Purpers Schlößchen“ untergebracht ist.
Es befindet sich auf der gegenüberliegenden Straßenseite ein Parkplatz, der rund um die Uhr geöffnet ist, sowie ein Parkhaus.
Auf dem Dach des Börsenhochhauses befindet sich eine Mobilfunkstation.

## Trivia
Im Börsensaal tagte jahrelang die Jury für den Deutschen Schmuck- und Edelsteinpreis. Bei der Verleihung in den Jahren 1992 und 1993 hielt Bundeskanzler Helmut Kohl die Festansprache.